# Nordfranzösisches Kohlerevier

Lage der Abbauregion

Lage in der Region Nord-Pas-de-Calais (nicht markiert: Revier im Boulonnais)

Das Nordfranzösische Kohlerevier (französisch Bassin minier du Nord – Pas-de-Calais) ist ein Gebiet, das vom Steinkohlenbergbau geprägt wurde und teils bis heute wird. Es ist Teil des sich über West-Mittel-Europa erstreckenden Steinkohlenbassins von Lüttich (Belgien) im Osten bis nach Auchel (Nordfrankreich). In diesem Artikel soll auf den in Nordfrankreich liegenden Teil dieses Reviers näher eingegangen werden.

## Einführung
„Die Region Nord-Pas-de-Calais stellt keine naturräumliche Einheit dar. Es besteht vielmehr ein Gegensatz zwischen den im Süden gelegenen Kreidehochflächen des Artois und Cambrésis und den Ausläufern der flandrischen Tiefebene im Norden. Es handelt sich auch nicht um eine lang gewachsene historische Einheit, denn die im Vertrag von Utrecht (1713) festgelegte Grenze durchschneidet die historischen Landschaften Flandre (Flandern) und Hainaut (Hennegau). Wenn es trotzdem berechtigt ist, das Gebiet nicht nur als administrative Region, sondern auch als Region im geographischen Sinne anzusprechen, so resultiert dies vornehmlich aus der Entwicklung der letzten zwei Jahrhunderte: Der regionale Zusammenhalt ist im Wesentlichen ein Produkt von Grenzlage und Industrialisierungsprozeß.“.

### Die Industriellen Schwerpunkte der Region
Die hier betrachtete Region gründete sich wirtschaftlich auf drei Säulen, die Textilindustrie in der Grenzregion von Lille, Roubaix und Tourcoing, den Steinkohlenbergbau südlich davon und eine Eisen- und Stahlerzeugung im Raum um Valenciennes und Denain. Letztere profitierte sowohl von dem Vorhandensein von Kokskohlen in unmittelbarer Nähe zu seinen Hütten als auch der günstigen Verbindungen zu den lothringischen Erzvorkommen.

### Die Geologie der Steinkohlenvorkommen
In allen Teilregionen dieses grenzüberschreiteten Reviers wurden die üblichen Kohlearten gefunden, die auch in anderen Gebieten mit Steinkohlenvorräten zu finden sind. In Abhängigkeit von dem Gasgehalt und dem Inkohlungsgrad wurden Gasflammkohle, Fettkohle, Magerkohle und Anthrazit angetroffen. Die vorgefundenen Vorräte waren so ergiebig, dass kurz nach dem Zweiten Weltkrieg in der hier dargestellten Region jährlich etwa 30 Mio. Tonnen Kohle gefördert wurden, was der Hälfte der Förderung in ganz Frankreich ausmachte. Trotzdem macht die untenstehende Tabelle deutlich, dass die Mächtigkeit der Kohleflöze an vielen Stellen im Departement Pas-de-Calais des Reviers eher gering war.
| Schacht                     | Anzahl der Flöze | Gesamt-mächtigkeit | durchschnittl. Mächtigkeit |
| --------------------------- | ---------------- | ------------------ | -------------------------- |
| Courrières Schächte 2, 3, 4 | 11               | 14,55 m            | 1,32 m                     |
| Bruay Schacht 3             | 11               | 13,46 m            | 1,22 m                     |
| Liévin Schacht 3            | 10               | 11,15 m            | 1,15 m                     |
| Béthune Schacht 5           | 7                | 7,14 m             | 1,02 m                     |
| Bully-Grenay Schacht 5      | 7                | 7,14 m             | 1,02 m                     |
| Lens Schächte 2/3/5         | 28               | 28,42 m            | 1,02 m                     |
| Meurchin Schacht 3          | 6                | 5,35 m             | 0,89 m                     |
| Marles Schacht 5            | 13               | 10,68 m            | 0,82 m                     |
| Ferfay Schacht 1            | 10               | 7,15 m             | 0,175 m                    |
| Ostricourt Schacht 2        | 9                | 6,28 m             | 0,70 m                     |
| Cauchy-à-la-Tour            | 4                | 2,75 m             | 0,69 m                     |

Die Tabelle liefert keine Auskünfte über die Art und Qualität der vorgefundenen Kohle. Generell kann aber festgestellt werden, dass
- das Deckgebirge nach Norden hin abnimmt,
- mit zunehmender Teufe der Inkohlungsgrad zunimmt und
- im Norden der einzelnen Reviere eher Magerkohle und im Süden eher Gas- und Gasflammkohle abgebaut wurde[6].

Weil die Lagerstätten regional sehr unterschiedlich ausgeformt und gestört sind, sei hier exemplarisch für die Compagnie des mines d'Escarpelle in der Mitte der Region die Situation um 1880 dargestellt: „In l'Escarpelle ist die Mächtigkeit des Deckgebirges, das im Becken von Pas-de-Calais über den flözführenden Schichten liegt, am größten. Seine Mächtigkeit variiert bei den Schächten 3, 4 und 5 in der Nähe von Douai zwischen 216 und 232 Metern. Bei den [nördlicher gelegenen] Schächten 1 und 2 beträgt sie nur 154 und 156 Meter. In den beiden letztgenannten Schächten wird [...] Esskohle, die [...] 14 bis 17 % flüchtige Bestandteile enthält, abgebaut; sie ist gut zum Heizen von Dampfkesseln [und damit zur Stromerzeugung] geeignet. Das Vorkommen umfasst vierzehn Schichten und ist recht unregelmäßig und wenig ergiebig. Die Schächte 3, 4 und 5, die sich im Süden befinden, bauen Flöze ab, die höher als die vorherigen liegen und deren Anteil an flüchtigen Bestandteilen in Richtung von Norden nach Süden von 18 auf 28 % ansteigt. [Bei Letzterer handelt sich um Fettkohle], [...] die kurzflammig und bituminös [ist] und [sich] sehr gut für die Verkokung und Glasherstellung eignet. Diese Flöze verlaufen von Ost nach West und bilden im Westen eine scharfe Biegung, die sie nach Süden und dann nach Osten führt, so dass der südliche Querschlag von Schacht 4 diese Flöze schneidet und sie auch vom nördlichen Querschlag derselben Sohle durchörtert werden. In westlicher Richtung muss es eine große Störung gegeben haben, die alle Schichten in der oben beschriebenen Weise verdrängt hat. In dem Teil des Reviers, der von den Schächten 4 und 5 abgebaut wird, weisen die Flöze jedoch eine sehr große Regelmäßigkeit auf, die eine wirtschaftliche Förderung begünstigt.“

Karte des Nordfranzösischen Steinkohlenreviers

## Geschichte
Die heutige Aufteilung des sich von Lüttich bis Auchel erstreckenden Reviers in einen französischen und einen belgischen Teil ist eine Folge des Spanischen Erbfolgekriegs und seines Abschlusses durch den Vertrag von Utrecht von 1713. In diesem Zusammenhang kam es zum Verlust des Gebietes um Tournai von Frankreich an das heutige Belgien, so dass in seiner West-Ost-Ausdehnung nur ungefähr ein Drittes des Bassins bei Frankreich verblieb.

### Die Anfänge

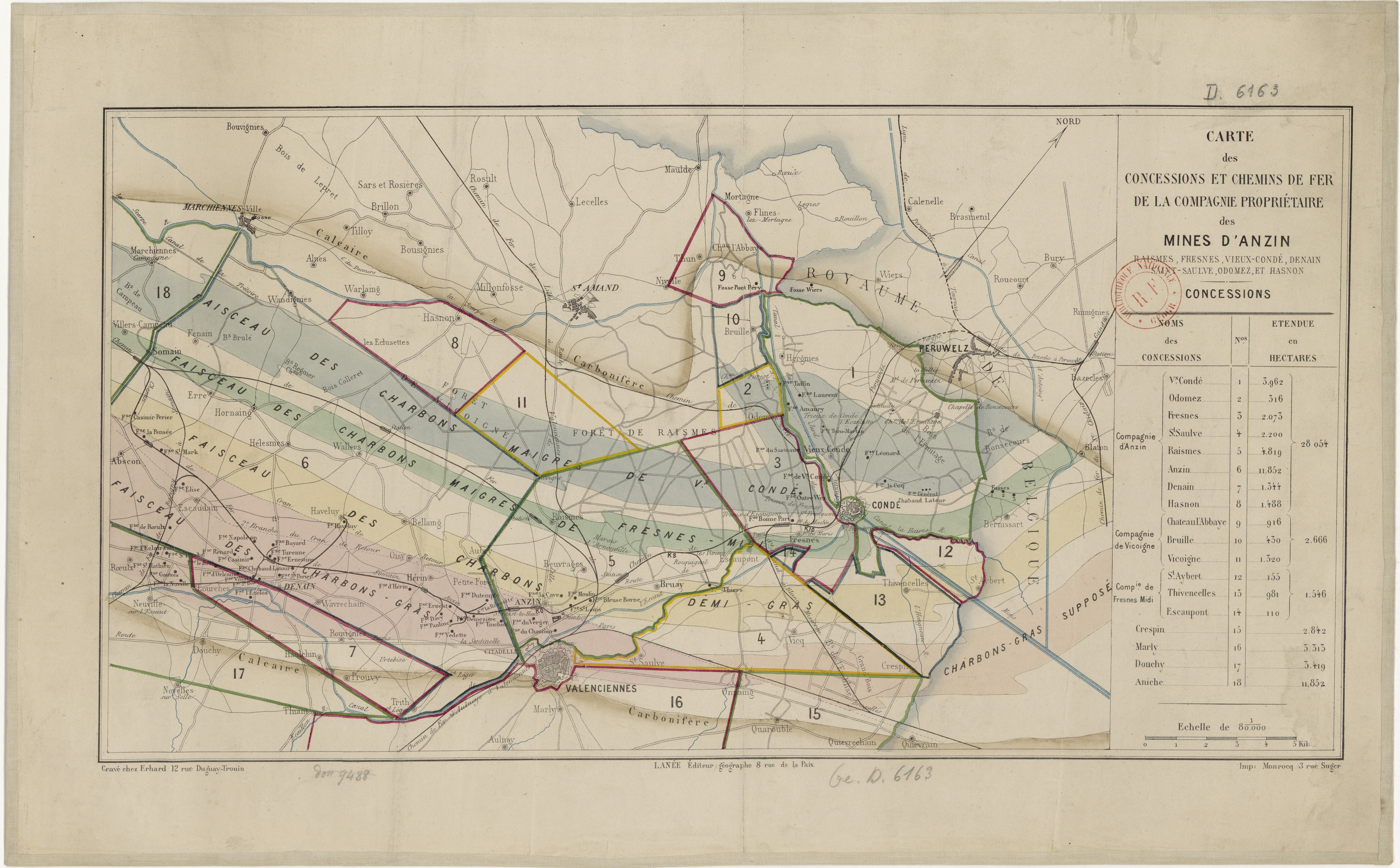
Bergswerksgesellschaften im Raum Anzin

Während man in Wallonien schon früh Steinkohle gefunden und gefördert hatte, erforschte erst Anfang des 18. Jahrhunderts Jean-Jacques Desandrouin, ob sich die in Belgien erschlossenen Flöze auch in Nordfrankreich fortsetzen würden. In Anzin, einem kleinen Ort in der Nähe von Valenciennes, wurde er bei Bohrungen am 24. Juni 1734 fündig. In den folgenden Jahrzehnten entwickelte sich die von ihm und Mitstreitern gegründete Compagnie des mines d’Anzin mit einer Berechtsame von 280,5 km2 zum flächenmäßig und auch wirtschaftlich größten Unternehmen im Département Nord. In einigen Gebieten führte sie selbst Schürfbohrungen durch und teufte Schächte ab, in anderen versuchten weitere Unternehmen ebenfalls ihr Glück, wie noch auf der Konzessionskarte von 1886 zu erkennen ist. Dass sich nicht alle diese Unternehmungen am Markt erfolgreich behaupten konnten, zeigt folgende Zahl. Die zwischen 1718 und 1750 in der Umgebung von Anzin abgeteuften 23 Schächte hatten eine durchschnittliche Förderdauer von 14 Jahren und manche stellten nach nur wenigen Jahren ihre Förderung wieder ein. Auch wurden in diesem Zeitraum 14 Schürfungen durchgeführt, die keinen Nachweis von Kohlenvorkommen erbrachten.
Bereits im Jahr 1773 folgte die Gründung der weiter westlich operierenden Bergwerk von Aniche, das über eine Berechtsame von 128 km2 (Wert geschätzt) verfügte. Danach setze dann ab 1832 die Zeit zahlreicher Zechengründungen ein, die sich allmählich auch über das Territorium des Départements Pas-de-Calais erstreckten und hier in der zeitlichen Reihenfolge ihrer Gründungen aufgelistet sind: 1830 Crespin (Wiedergründung 1875), 1832 Douchy (13,44 km2), 1841 Thivencelles (15,46 km2), 1847 Escarpelle (85 km2), 1849 Courrières (54,6 km2), 1850 Bruay (38,1 km2),1851 Béthune (63,5 km2), 1852 Lens (69,4 km2) und Fléchinelle (3,76 km2), Nœux-les-Mines (ungefähr 77 km2) und Marles (29,9 km2), 1854 Meurchin (17,6 km2) und Vendin (Fläche unbekannt), 1855 Dourges (37,8 km2), 1860 Ostricourt (23,0 km2), 1862 Liévin (29, 8 km2), 1893 Flines (28,5 km2), 1894 Clarence und Ligny-les-Aire. Während also bei der Aufschließung der Kohlevorkommen im Ruhrgebiet eine Nordwanderung festzustellen war, kann man im nordfranzösischen Revier durchaus von einer Ost-West-Bewegung sprechen, die an der Grenze zur belgischen Wallonie ihren Anfang nahm.
Betrachtet man diese Jahreszahlen genauer, so fällt auf, dass die meisten dieser unternehmerischen Aktivitäten in die Zeit des Zweiten Kaiserreichs (1852 - 70) fielen. Damals wurde viel Kapital in aufstrebende Industrieanlagen investiert und die guten Verkehrsverbindungen des Bassins (z. B. Eisenbahnlinien nach Paris) versprachen den Investoren lohnende Rendite.
Eine Besonderheit in der obenstehenden Auflistung stellt die Compagnie des mines de Vicoigne dar. 1837 traten in Vicoigne bei Raismes (Département Nord) vier neu gegründete Bergwerksgesellschaften in Konkurrenz zueinander. Drei von ihnen teuften 1839 in teilweise enger Nachbarschaft zueinander Schächte ab und förderten erste Kohle, bevor sie sich zur Compagnie von Vicoigne zusammenschlossen. Die vierte Gesellschaft verkaufte ihre Anteile an die Gesellschaft von Anzin und teufte selbst keine Schächte ab. Anfänglich betrug die Berechtsame der Gesellschaft im Raum Raismes 13,2 km2, die später durch die Eigengründung von Nœux (1852) und den Kauf des Bergwerks von Drocourt (1925) erheblich erweitert wurde. Die sozialen Verhältnisse der Bergwerksarbeiter werden in Émile Zolas Roman Germinal (1885) dargestellt, der von dortigen Ereignissen inspiriert ist.

### Die Zeit bis zum Ende des Ersten Weltkriegs
Nach ihrer jeweiligen Gründung kann man die Geschichte der Bergwerke in der Region Nord – Pas-de-Calais in folgende Phasen gliedern:
Bis zum Einmarsch der deutschen Truppen 1914 verlief die Kohlenförderung in der Region weitgehend ungestört. Ausgenommen davon war das Bergwerk von Courrières, in dem sich am 10. März 1906 eine schwere Schlagwetterexplosion ereignete und 1099 Todesopfer forderte (Grubenunglück von Courrières). Dieses tragische Unglück war das zweitschwerste in der Geschichte des Steinkohlenbergbaus überhaupt und löste in verschiedenen Regionen Europas Anteilnahme und Hilfsaktionen aus.
Als die deutschen Truppen 1914 unter Verletzung der Neutralität Belgiens von Norden her Frankreich angriffen, kam die Front bereits im Herbst 1914 auf der Höhe von Lens, d. h. mitten im Kohlenrevier zum Stehen. Der dann einsetzende Stellungskrieg machte eine Förderung in dieser Gegend völlig unmöglich und hinterließ am Ende des Ersten Weltkriegs eine Trümmerlandschaft. Nicht nur Städte wie Lens waren völlig zerstört, sondern auch zahlreiche Schachtanlagen im Kriegsgebiet. Dies gilt im Besonderen für die Anlagen der Compagnie des mines de Lens, weil sich der Frontverlauf mit jahrelangem Stellungskrieg von Nord nach Süd durch das Gebiet dieser Bergwerksgesellschaft zog. Zum Ende des Krieges hin kam es auch zu Demontagen und Zerstörungen einzelner Instrieanlagen durch die deutschen Besatzer. Jedenfalls war 1918 die Notwendigkeit nach Wiederaufbau und Modernisierung groß.

### Die Zeit zwischen den Weltkriegen
Sehr rasch nach Kriegsende setzte der Wiederaufbau der zerstörten Anlagen ein, wobei einige behutsam modernisiert wurden. „Der Erste Weltkrieg hinterließ starke Kriegszerstörungen, die jedoch durch massive staatliche Förderprogramme rasch behoben wurden. Der Wiederaufbau der Industrie führte hierbei aber nicht zu einer umfassenden Modernisierung, sondern im Wesentlichen zur Konservierung bestehender Strukturen“.
Bei diesem Wiederaufbau brachten in den Fördergerüsten und weiteren Tagensanlagen viele Bergwerksgesellschaften ihren „Stil“ zum Ausdruck. So kleidete die Gesellschaft von Courrières ihre Fördergerüste zusammen mit Schachthalle und Fördermaschinenhalle oft vollständig ein („Courrières 3/15“), verzierte die von Lens ihre Schachthallen mit umlaufenden Ornamenten („Lens 4“) und Anzin errichtete zahlreiche Betonfördergerüste (Anzin „Saint Mark“ im Jahr 1960).
Erste Konzentrationen fanden weniger bei den einzelnen Schachtanlagen als bei der Aufbereitung und Nutzung der geförderten Kohle statt. So wurden Zentralaufbereitungen mit Lesebändern und Wäschen sowie Zentralkokereien eröffnet und Kraftwerke zur Stromgewinnung gegründet, die die Kohlen der vielen fördernden Schachtanlagen der Zechen weiterverarbeiteten und verwerteten. Auch nutzte man das in der Region vorhandene Kanalsystem und jede Zechengesellschaft verfügte über einen Hafen zur Verschiffung ihrer Kohle und ihres Koks. Möglich wurden alle diese regen Transportmaßnahmen durch ein engmaschiges Schienennetz von Zechenbahnen, die fast alle Schachtanlagen, Aufbereitungen und Häfen einer Gesellschaft miteinander verband.
1930 wurde eine Spitzenförderung von 35 Mio. t Steinkohle erzielt, bevor die Weltwirtschaftskrise die Unternehmen zu einer deutlichen Drosselung ihrer Produktion zwang. Jedoch wurde bereits am Vorabend des Zweiten Weltkriegs wieder eine Förderung von 32 Mio. t erreicht. Es waren aber nur 8 von den 18 im Revier tätigen Bergbauunternehmen, die an diesem Wiedererstarken teilhatten. Diese 8 Compagnies förderten zusammen Dreiviertel alle im Bassin zu Tage gehobenen Kohle.

### Liquidationen und Fusionen vor 1946
Im Laufe der Zeit kam es immer wieder zu Insolvenzen, Stilllegungen wegen Unrentabilität und Übernahmen durch andere Bergwerksgesellschaften. Dies betraf oft Gesellschaften mit relativ kleiner Berechtsame, die im Norden und Süden der großen Gesellschaften versucht hatten, einen Platz zu finden.
- 1845 Verkauf von Hasnon an die Compagnie d'Anzin
- 1854 Übernahme von Vieux-Condé durch Anzin
- 1873 Liquidation der Grube Douvrin und Ersteigerung des Besitzes durch die Gesellschaft in Lens
- 1884 Kauf von Fléchinelle (auch Lys-Supérieur genannt) zuerst durch Lières, dann 1894 durch Ligny-les-Aire
- 1900 Konkurs der Compagnie des mines de Vendin und Übernahme durch Béthune
- 1904 Insolvenz von Marly
- 1920 Kauf der Konzession von Meurchin durch die Gesellschaft in Lens
- 1922 Übernahme von Flines durch Aniche
- 1925 Kauf von Ferlay durch die Compagnie von Marles-les-Mine
- 1936 Konkurs von Azincourt und weiterer Kohlenabbau durch Aniche

### Der Zweite Weltkrieg
Im Mai und Juni 1940 überfiel die Deutsche Wehrmacht Frankreich und erzwang am 22. Juni 1940 den Waffenstillstand von Compiègne, der zwar formal zur Errichtung des sogenannten Vichy-Regimes führte, zugleich aber weite Teile Frankreichs unter deutsche Besetzung stellte. In diesem Zusammenhang wurden die beiden Départements Nord und Pas-de-Calais nicht dem deutschen Militärbefehlshaber in Paris, sondern dem in Brüssel unterstellt.
Während das Deutsche Reich nach dem Überfall auf Polen im Jahr 1939 die Hüttenwerke und Zechen in Ostoberschlesien beschlagnahmte, enteignete und neuen Besitzern wie den Reichswerken Hermann Göring zuschlug, ließ Deutschland 1940 nach seinem Einmarsch in Frankreich die dort vorgefundenen Besitzverhältnisse unangetastet. Zwar mussten die Bergwerke und Kokereien jetzt auch einen Teil ihrer Produktion an das Reich abgeben, aber die Eigentümer behielten ihren Besitz. Jedoch unterblieben hier wie auch im Deutschen Reich und in Polen substanzerhaltenden Maßnahmen und die Gruben wurden „auf Verschleiß gefahren“.
In der Region gab es einen nicht unerheblichen Widerstand gegen die Besatzung und 1941 kam es zu einem großen Streik, an dem sich 80 % der Belegschaften beteiligten und der zu einer Förderminderung für das Deutsche Reich von 500.000 t Kohle führte
Ab April 1944 bombardierten britische Flugzeuge gezielt Eisenbahnlinien in Nordfrankreich mit dem Ziel, den Kohlenexport und den Nachschub der deutschen Truppen in Frankreich zu unterbinden. Dadurch konnte die geförderte Kohle aus dem Bassin nicht abtransportiert werden und die französischen Bergleute mussten Feierschichten verfahren.

### Die Zeit ab 1946
Eine große Zäsur für den Steinkohlenbergbau in ganz Frankreich bildet die Verstaatlichung aller Gruben im Jahr 1946 (eingeleitet bereits 1944), also fast unmittelbar nach Ende des Zweiten Weltkriegs. Damit wurde eine Anordnung de Gaulles vom 14. Dezember 1945 umgesetzt und das Staatsunternehmen „Charbonnages de France“ geschaffen; die Verwaltungsgesellschaft in Nordfrankreich war die Houillères du Bassin de Nord et Pas-de-Calais (HBNPC). Diese Gesellschaft legte die Zechen der Bergwerksgesellschaften zusammen und schuf acht Gesellschaften (Groupes d’exploration): Valenciennes (Gruben Anzin, Vicoigne, Thivencelles, Crespin und Douchy), Douai (Gruben Aniche und Escarpelle), Hénin-Liétard (Gruben Courriéres, Dourges und Drocourt), Oignies (Gruben Carvin und Ostricourt), Lens-Liévin (Gruben Lens, Liévin und Vimy-Fresnoy), Béthune-Nœux, Bruay sowie Auchel (Gruben Clarence, Marles und Ligny-les-Aire) (siehe Diagramm weiter unten). Diese Zusammenlegungen führten nicht nur zur Verschlankung auf der administrativen Ebene, sondern brachte auch die Einstellung der Förderung auf zahlreiche Schachtanlagen mit sich. Diesen Stilllegungen standen aber auch bedeutende Modernisierungen gegenüber. Im Bereich der Förderung geschah dies durch die Errichtung moderner Fördergerüste und -türme, von denen die bedeutendsten hier aufgelistet sein sollen:
- Um 1950 grundlegende Erneuerung des Schachtanlage „Gayant“ des Bergwerks Aniche in Waziers mit neuen Fördergerüsten, neuer Wäsche und modernisierter Kokerei
- 1951 Modernisierung der Schachtanlage „Ledoux“ des Bergwerks Anzin und Errichtung eines neuen Stahlstrebengerüstes über Schacht 2
- 1952 Neubau der Fördergerüste über „Courrières 17“ und „Liévin 6bis“
- 1953 Modernisierung der Schachtanlage „Liévin 7/7bis“
- 1955 Bau eines neuen Fördergerüstes über Schacht „Sabatier 1“ in Raismes sowie dreier baugleicher Doppelböcke über den Schächten „Nœux 13“ (Sains-en-Gohelle), „Lens 18“ (Hulloch) und „Arenberg 3“
- 1956 Errichtung einer Zentralaufbereitung in Fouquières-les-Lens für die Verbundbergwerk Hénin-Liétard
- 1957 Errichtung zweier Betonfördertürme von 55 m Höhe und Mehrseilfördermaschinen mit einer Leistung von 4.400 PS und Förderwagen mit 3.000 L Fassungsvermögen für die Schachtanlage „Barrois“ in Pequencourt (Revier Douai)
- 1957 Inbetriebnahme des Förderschachts „Midi“ (auch „Notre Dame Sud“ genannt) mit einem Vollwandstrebengerüst in Sin-le-Noble (Revier Douai)
- 1957 Bau des Förderturms „Oignies 10“ mit einer Höhe von 65,25 m, Vierseilförderung, einer Leistung von 4.400 PS (Revier Oignies) und Gestellförderung mit 3.000 L-Wagen
- 1960 Errichtung eines 54 m hohen Betonförderturms über Schacht „Lens 19“ (Leistung ebenfalls 4.400 PS; Gestellförderung mit 3.000 L Wagen) und einer neuen Aufbereitung des Verbundbergwerks Lens-Liévin

#### Erste Konzentrationen
Mit der Übernahme der Bergwerke durch den französischen Staat setzte nicht nur eine Modernisierungs-, sondern auch eine weitere Konzentrationswelle ein. Zahlreiche Schächte wurden als Förderstandorte aufgegeben und dienten oft nur noch der Seilfahrt, der Bewetterung und dem Materialtransport. Die folgende Abbildung versucht, Teilaspekte dieses Prozesses darzustellen. 

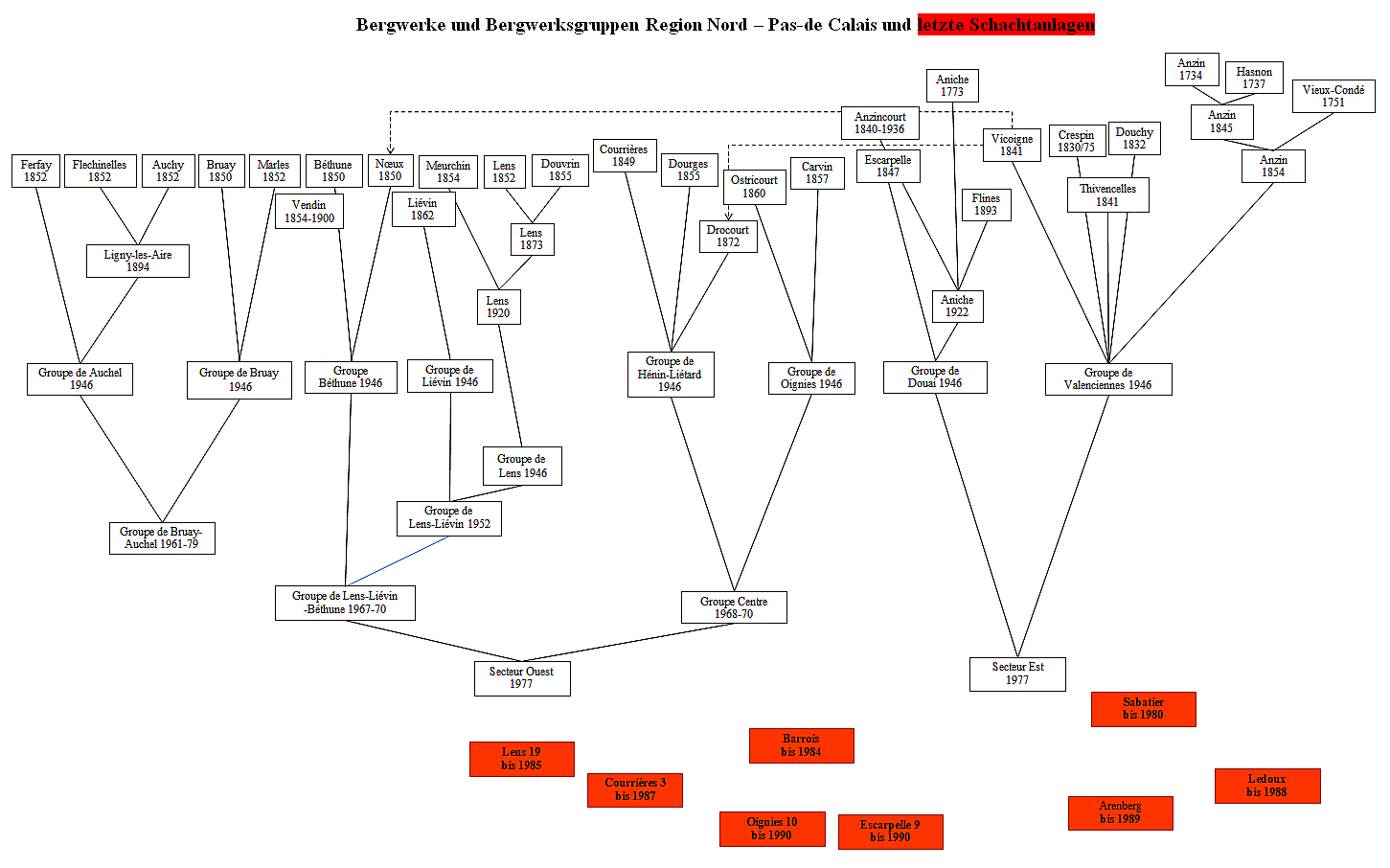
Bergwerke der Region Nord – Pas-de-Calais und deren Teilstilllegungen

Die nachstehende Tabelle listet die Förderstandorte auf, die in den Revieren nach der Verstaatlichung noch betrieben wurden.
| Gruppe (Groupe) | Förderstandorte                                            |
| --------------- | ---------------------------------------------------------- |
| Auchel          | Marles 2bis/2ter                                           |
| Bruay           | Bruay 6/6bis/6ter                                          |
| Béthune         | Béthune 13/13bis                                           |
| Lens            | Lens 4, 11/19 12, 18                                       |
| Liévin          | Liévin 6/6bis; 7/7bis                                      |
| Hénin-Liétard   | Courrières 5/12, 6/14, 9/17, 21/22 und 24/25; Drocourt 4/5 |
| Oignies         | Ostricourt 2; Oignies 10                                   |
| Douai           | Escarpelle 9; Barrois, Gayant, Puits du Midi               |
| Valenciennes    | Arenberg; Ledoux; Sabatier                                 |

Parallel zu Tabelle und Abbildung sei hier für das Revier Lens-Liévin mit ursprünglich 23 Schachtanlagen und insgesamt 45 Schächten die Situation aus dem Jahr 1964 anhand der Werkzeitschrift „Notre Mine. Jour & nuit No 135. November 1964“ dargestellt: Es gab nur noch vier Förderschächte mit Aufbereitungen, eine Kokerei in Vendin-le-Vieil sowie eine weitere Wäsche.
„Lens 19“ in Loos-en-Gohelle förderte mit 5.582 Arbeitern unter Tage täglich 7.978 t Kohle, „Lens 18“ in Hulloch mit 2.266 Arbeitern 2.947 t, „Liévin 7“ in Avion mit einem Untertagepersonal von 2.073 3.256 t und „Liévin 6“ mit 2.454 Beschäftigten im Mittel 2.815 t pro Tag. Die Kokerei verfügte über 8 Batterien mit 193 Ofenkammern und produzierte täglich 2.700 t Koks.

#### Stilllegungsphase
Wie auch im Ruhrgebiet waren die ersten Jahre nach dem Zweiten Weltkrieg von einem „Energiehunger“ geprägt, der nur mithilfe heimischer Steinkohle befriedigt werden konnte. Während dieser erwuchsen der Kohle im Erdöl und Erdgas aber auch in der Kernenergie Konkurrenten, gegen die ein wirtschaftlich erfolgreicher Kampf nicht möglich war. Es galt also auch hier, den Bergbau kontinuierlich und sozialverträglich zurückzufahren.
Dies gelang nicht immer und so wanderten qualifizierte Bergleute in andere Industrieregionen ab. Dadurch veränderte sich auch die Zusammensetzung der Bevölkerung. Während lange Zeit Arbeiter aus Polen das Gesicht des Reviers mitgeprägt hatten, rückten jetzt Arbeiter aus Marokko nach. So gab es im Jahr 1966 noch insgesamt 65.000 Bergleute, von denen zu diesem Zeitpunkt 20 % Marokkaner waren.
Die erste großflächige Stilllegung von Bergwerken fand im Westen des Reviers statt und umfasste die Schachtanlagen der Reviergruppen von Auchel und Bruay. Ab 1974 förderte keine dortige Anlage mehr und das letzte moderne Fördergerüst des Reviers, ein Doppelbock über Schacht „Noeux 13“ in Sains-en-Gohelle wurde im Jahr 1975 zu „Schacht 9“ des Bergwerks Escarpelle umgesetzt.
In der Mitte der Region, d. h. der Gegend um Douai herum, lassen sich vor dem Ende des Bergbaus in der Region zwei große Stilllegungsphasen konstatieren. Mit den Schachtanlagen „Notre Dame“, „Dechy“ und „Gayant“ der ehemaligen Mines d'Aniche wurden 1977/78 drei Großanlagen abgeworfen, die bis dahin Halbfett- und Fettkohle in den südöstlichen Teilen der Region gefördert hatten. Die zweite große Schließungswelle fand 1984 statt, als die im Norden liegenden Magerkohlengruben „Lemay“, „Bonnel“, „Dejardin“ und „Barrois“ geschlossen wurden. Danach förderten nur noch die beiden Schachtanlagen „Escarpelle 9“ und „Oignies 10“ bis 1990 Kohle.
Die untenstehende Tabelle liefert eine Gesamtübersicht über diesen Prozess.
| Sektion | Gruppe              | Schachtanlage     | Jahr der Stilllegung |
| ------- | ------------------- | ----------------- | -------------------- |
| West    | Auchel-Bruay        | Marles 2/2bis     | 1974                 |
| West    | Auchel-Bruay        | Bruay 6/6bis/6ter | 1979                 |
| West    | Lens-Liévin-Béthune | Béthune 13/13bis  | 1972                 |
| West    | Lens-Liévin-Béthune | Lens 11/19        | 1986                 |
| West    | Centre              | Courrieres 3/15   | 1987                 |
| West    | Centre              | Drocourt 4/5      | 1988                 |
| West    | Centre              | Oignies 10        | 1990                 |
| Ost     | Douai               | Escarpelle 9      | 1990                 |
| Ost     | Douai               | Barrois           | 1984                 |
| Ost     | Valenciennes        | Arenberg          | 1989                 |
| Ost     | Valenciennes        | Sabatier          | 1980                 |
| Ost     | Valenciennes        | Ledoux            | 1988                 |

## Industrieprojekte und -kooperationen
Viele der größeren Zechengesellschaften waren daran interessiert, ihre Produkte möglichst umfassend zu vermarkten. Neben den bereits erwähnten Kokereien und Kraftwerken zur Stromerzeugung gab es weitere Industrieansiedlung auf oder neben den Zechengeländen, die Produkte der Bergwerke nutzen oder weiterverarbeiteten:
- 1894 errichtete das italienische Unternehmen Malfidano in Noyelles-Godault ein Werk zur Gewinnung von Blei aus Bleisulfid. Entscheidend für die Standortwahl waren die Verfügbarkeit qualifizierter Arbeitskräfte, Kohle als Energieträger und der Anschluss an das Wasserstraßennetz. 1988 gelangte das Unternehmen an Metaleurop, die das Werk 2003 schloss[22].
- 1928 gründete Ernest Gambier in Pont-à-Vendin eine Zementfabrik, die aus einem nahegelegenen Steinbruch Kalk gewann und Großabnehmer von Steinkohle aus Lens war[23].
- Die Bergwerksgesellschaft von Lens gründete 1929 in Wingles eine Kupferhütte, die durch Elektrolyse Kupfersulfat raffinierte. Heute befindet sich auf diesem Gelände die Forma Kelvion SAS, die Wärmeaustauscher herstellt[24].
- 1930 wurde in Douvrin das Unternehmen Finalens gegründet, das durch die Kohledestillation Produkte wie Ammoniak, Düngemittel, Methanol u. a. herstellte. Es wurde 1982 stillgelegt[25].
- Von 1957 bis 1977 wurde unter der Bezeichnung Anthracine 5 in Sin-le-Noble entrauchte Eierkohle für den Hausbrand produziert. Die Produktionsstätte hatte während ihrer 20-jährigen Laufzeit damit zu kämpfen, dass bei der Herstellung erhebliche Mengen giftiger Gase in die Atmosphäre entlassen wurden[26].
- Auf dem Gelände der Kokerei Gayant in Waziers betrieb das Chemieunternehmen Grande Paroisse eine Anlage zur Ammoniaksynthese.
- Im Jahr 1954 wurde auf dem Gelände der Kokerei Drocouret das Unternehmen Norbenzol gegründet, das einen Teil der Nebenprodukte der Kokerei weiterverarbeitete. Unter dem Namen Polynt Composites existiert es noch heute[27].

## Sozioökonomische Rahmenbedingungen

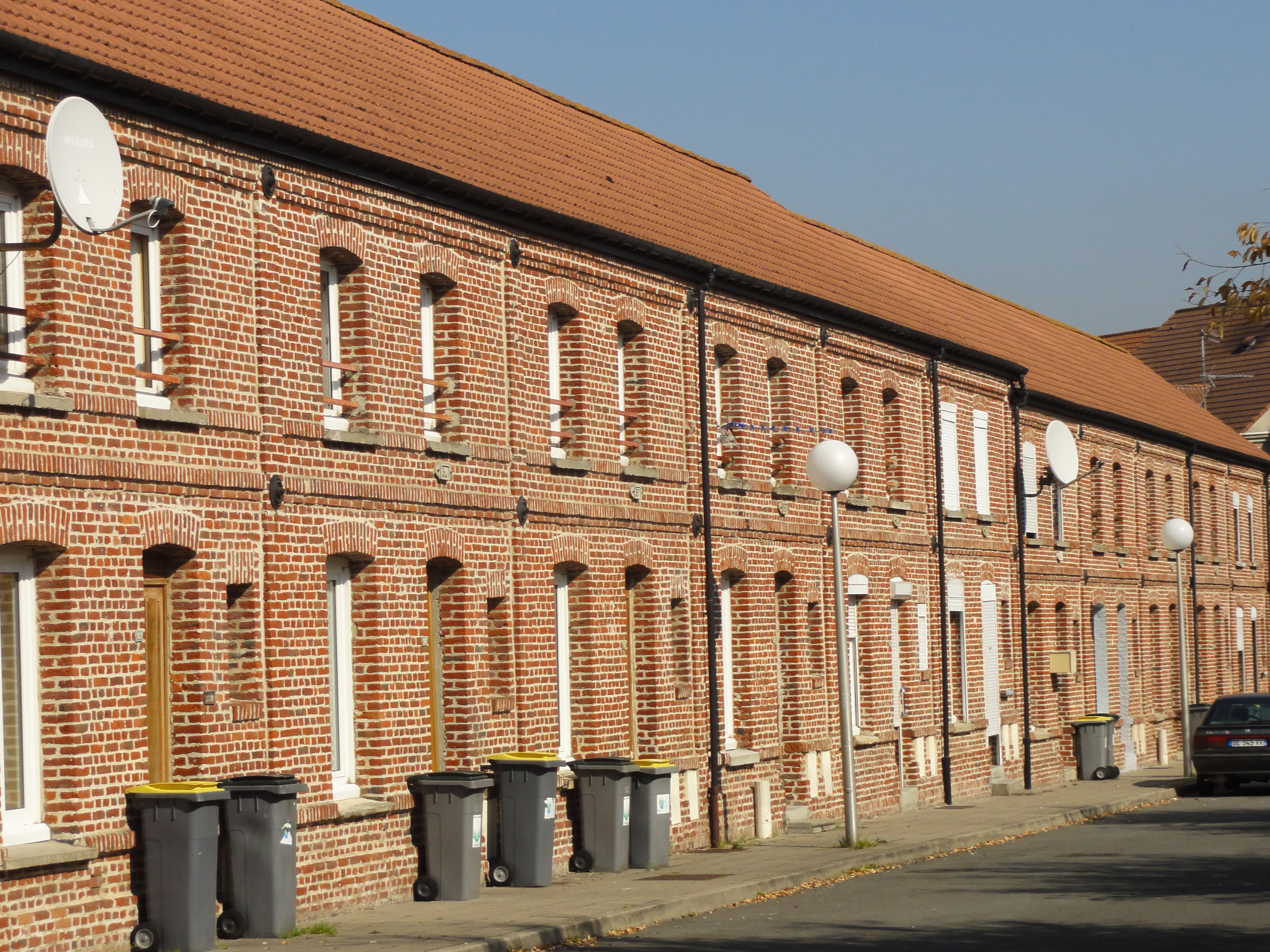
Bruay-la-Buissière – Cités de la fosse n° 3/3^{bis}/3^{ter}

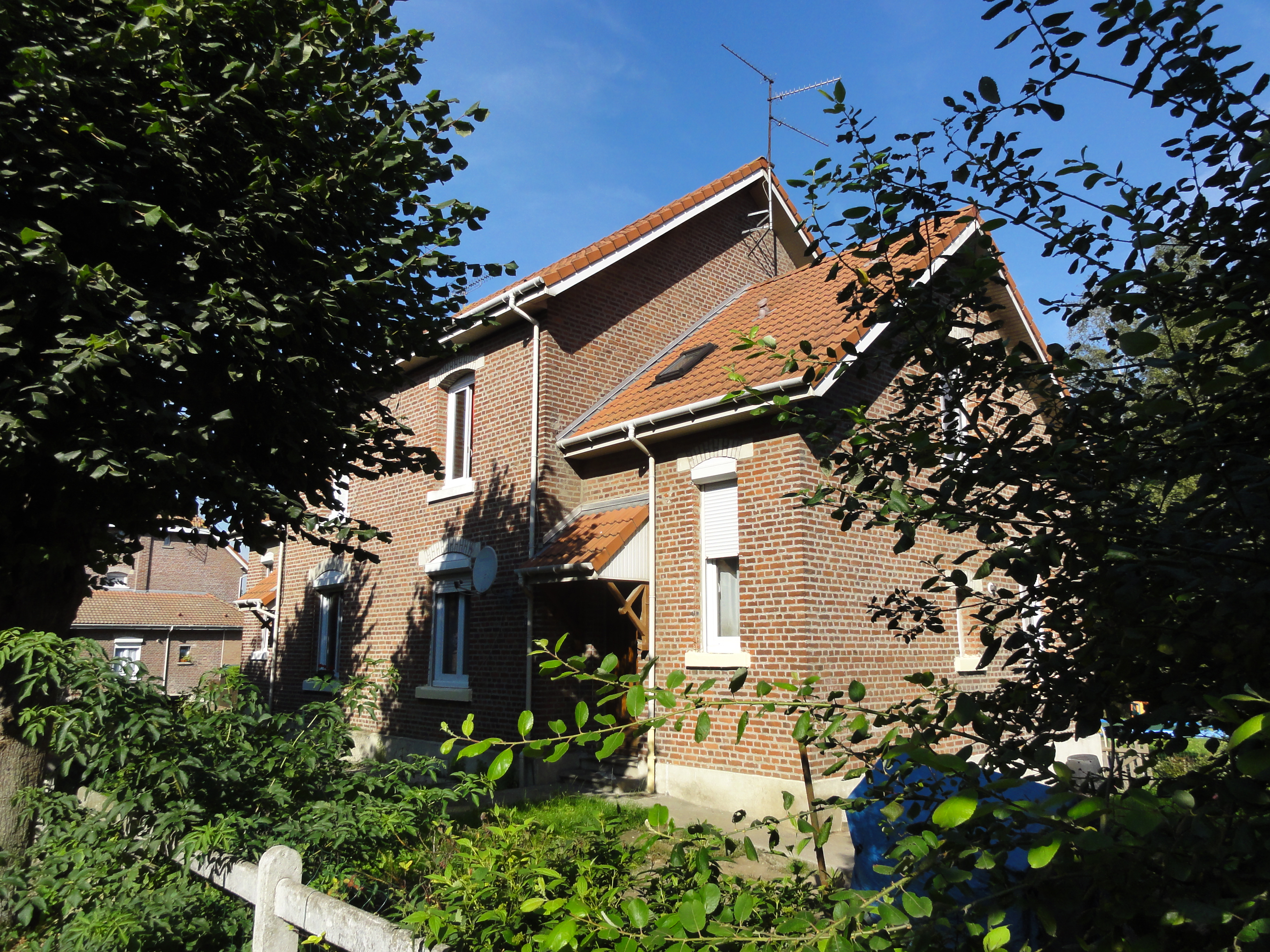
Cités de la fosse Boca des mines de Douchy

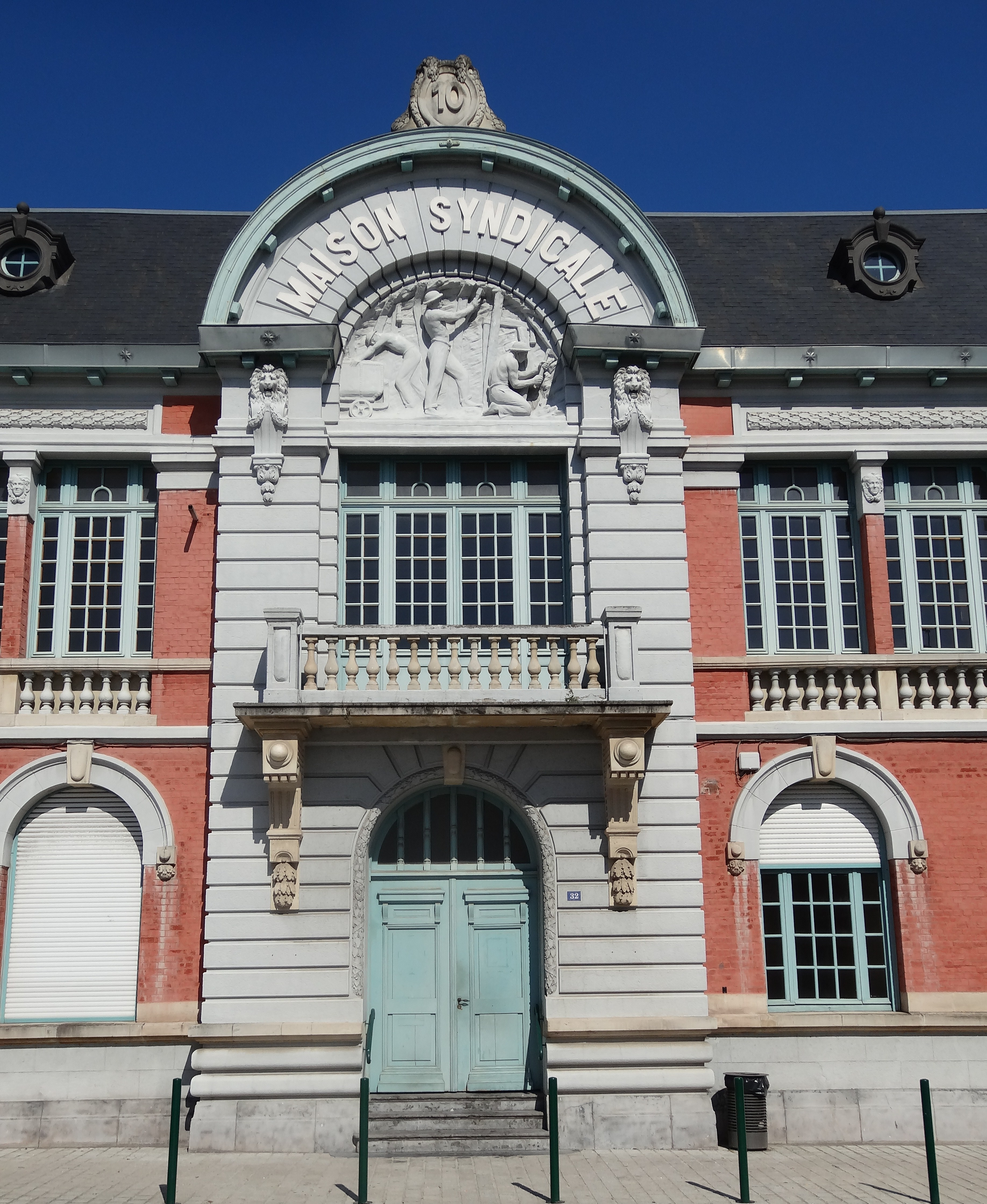
Maison syndicale Lens

Die Region Nord – Pas-de-Calais war zu Beginn der Industrialisierung nur sehr dünn besiedelt und der Bergbau stand mit der Tuchindustrie in Konkurrenz um Arbeitskräfte. Deshalb war es eine vorrangige Aufgabe der Bergwerksgesellschaften, ausländische Arbeitskräfte anzuwerben und mit ausreichendem Wohnraum zu versorgen. So beschäftigte die Compagnie de Lens im Jahr 1913 nur 2,6 % Ausländer, aber bereits 1924 waren es bereits 41 % und ihr Anteil stieg bis 1930 auf 48,7 % an. Aufgrund dieser rasanten Zunahme an Arbeitskräften musste parallel zu der Errichtung von Schachtanlagen auch Wohnraum für die Bergleute und ihre Familien geschaffen werden. Diese Bergarbeitersiedlungen, Cités de corons genannt, die in unmittelbarer Nähe zu den Schachtanlagen errichtet wurden, weisen eine Vielzahl von Architekturformen auf. Ihre Gestaltung reicht von einer monotonen Anreihung Haus-an-Haus bis zu Gartenhaussiedlungen. Zu diesen Cités gehörten zumeist auch Schulen, Kirchen und Veranstaltungsräume für die Belegschaften und ihre Familien.
Die von außerhalb angeworbenen Arbeitskräfte im Bergbau stammten größtenteils aus Polen. Sie bildeten oft – wie im Ruhrgebiet auch – eigenständige soziale Gruppen und pflegten die Bräuche, Theateraufführungen und Musikdarbietungen ihrer Heimat pflegten. Aber auch aus Italien und Marokko kamen Arbeitssuchende in das nordfranzösische Kohlenbecken. Für das Jahr 1949 liegen für die Groupe de Douai folgende Zahlen vor: Von 24.8762 Untertagebeschäftigten waren 17.571 Franzosen, 3.860 Polen, 1.488 Italiener und 1.843 stammten aus anderen Ländern.
Betrachtet man Abbildungen der Belegschaft des Bergwerks Lens aus der Zeit um 1900, so fällt auf, dass diese Darstellungen auch arbeitende Frauen zeigen. Dies gilt nicht nur für Fotos von Lesebändern, sondern zeigt auch Frauen in Lampenstuben und beim Aufschieben von Förderwagen auf einer Hängebank. Ob man daraus auf eine nennenswerte Frauenarbeit in den Schachtanlagen schließen kann, ist unklar.

## Fördertechnische Besonderheiten
Vergleicht man den Bergbau in Nordfrankreich mit dem in anderen Regionen Europas, so fallen einige gebietstypische Besonderheiten auf:
- Lange Zeit wurden die Förderkörbe mit Flachseilen an die Oberfläche gezogen und dabei die Seile auf Bobinen auf- bzw. abgewickelt.

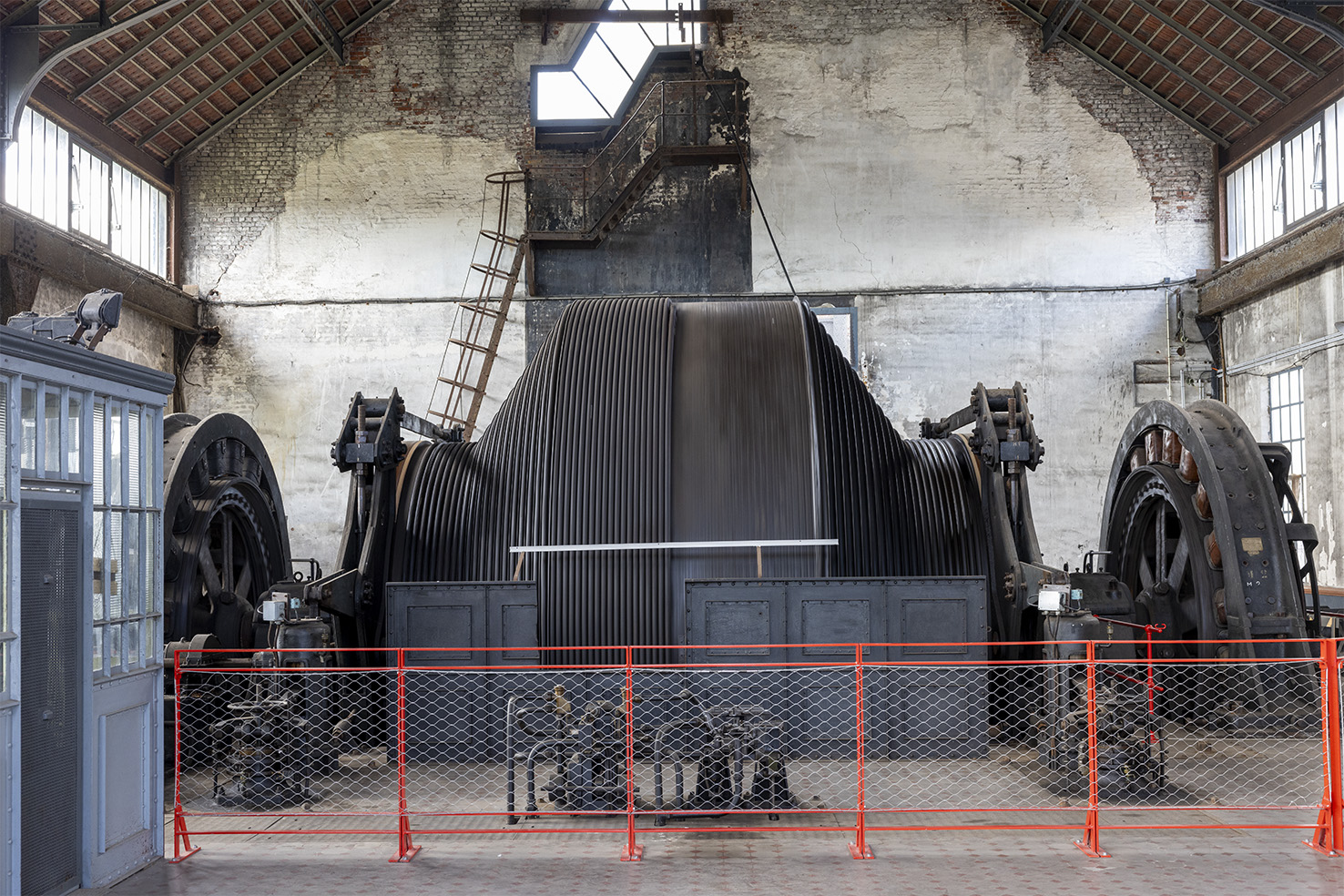
Konischer Doppelzylinder Schacht Dourges 9

- Nach der Abkehr von Flachseilen wurden oft Doppelzylinder mit konisch zulaufenden Enden (fr. bicylindreconique) für die Wicklung der nunmehr runden Seile benutztKonischer Doppelzylinder Schacht Dourges 9 Treibscheiben nach dem Koepe-Prinzip und übereinander angeordnete Seilscheiben bei den Fördergerüsten lassen sich erst bei Modernisierungen in den 50er-Jahren beobachten.
- Insgesamt ist es nur an drei Förderstandorten im Revier zu einer Gefäßförderung mit Skips gekommen, u. a. bei Schacht 15 des Bergwerks von Courrières in Méricourt ab 1972[36].
- Ähnlich wie auch in den Bergbauregionen Belgiens wurde der bei der Förderung und Wäsche anfallende Abraum (Bergematerial) mit Transportbändern, Seilbahnen oder Hunten aufgeschüttet, so dass Spitzkegelhalden (Terrils) erstanden. Dieses prägen auch heute noch die Landschaft der Region und gehören wie auch die Wohnsiedlungen seit 2012 zum Weltkulturerbe der Unesco[37]

## Förderzahlen
Nur für das Jahr 1878 stehen für das gesamte Revier vergleichbare Zahlen der Fördermengen und der zugehörigen Belegschaften zur Verfügung
| Compagnie     | Förderung in t | Belegschaft |
| ------------- | -------------- | ----------- |
| Anzin         | 2.085.554      | ca. 15.000  |
| Vicoigne      | 116.353        | 655         |
| Douchy        | 155.888        | ?           |
| Aniche        | 544.702        | ca. 3.500   |
| Azincourt     | 32.950         | ?           |
| Escarpelle    | 261.313        | 1.441       |
| Dourges       | 198.000        | 1.188       |
| Ostricourt    | 31.730         | 239         |
| Courrières    | 433.211        | 2.321       |
| Carvin        | 133.148        | 1.024       |
| Meurchin      | 107.057        | 742         |
| Lens          | 707.003        | 3.807       |
| Nœux          | 486.312        | 2.531       |
| Bruay         | 348.706        | 1.792       |
| Marles        | 335.346        | 2.047       |
| Vendin        | 60.684         | 453         |
| Bully-Grenay  | 457.189        | 2.716       |
| Ferfay        | 159.008        | 1.421       |
| Auchy-au-bois | 31.879         | 270         |
| Flechinelles  | 39.130         | 354         |

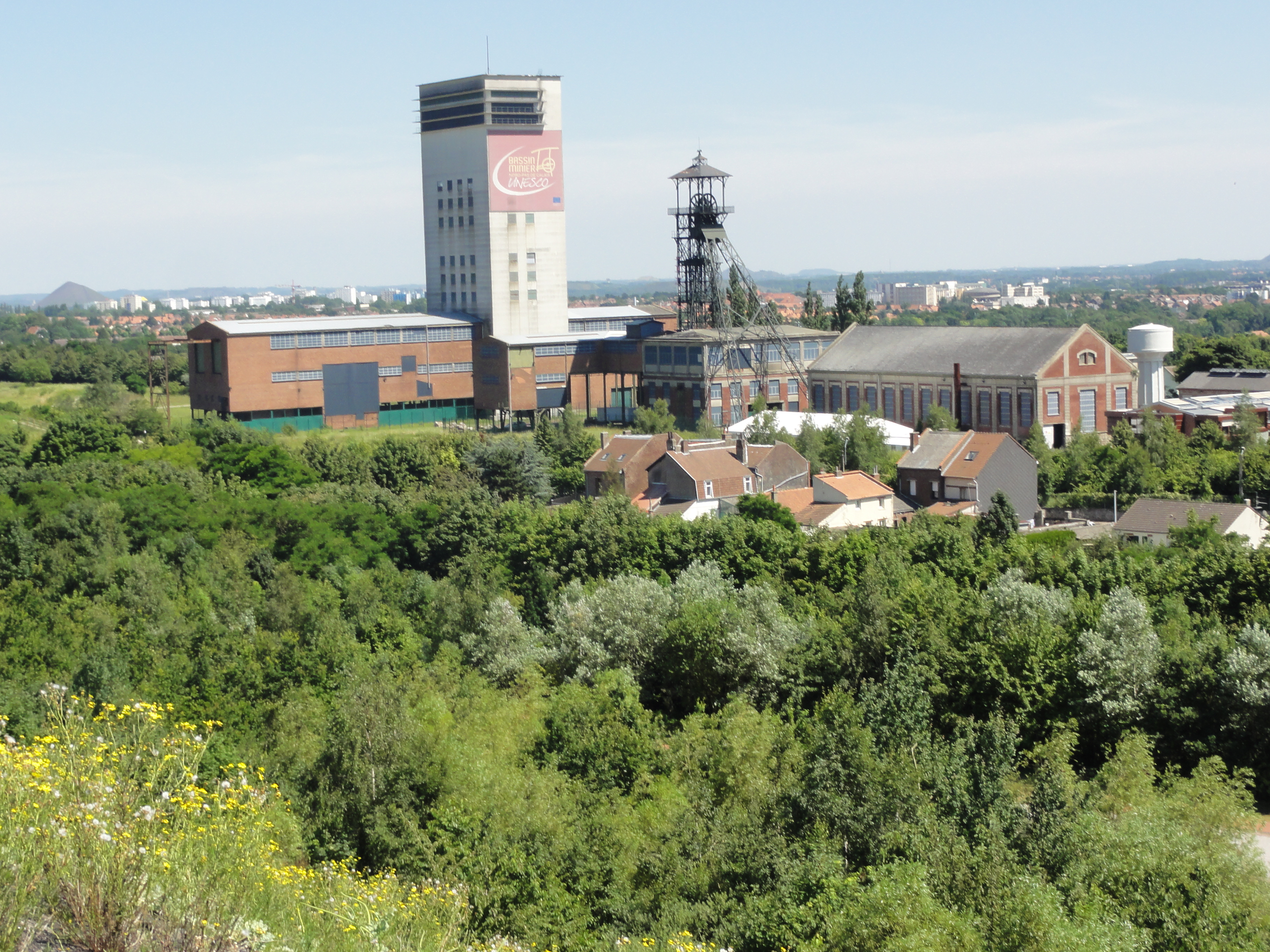
Fosse n° 11 – 19 de Lens.
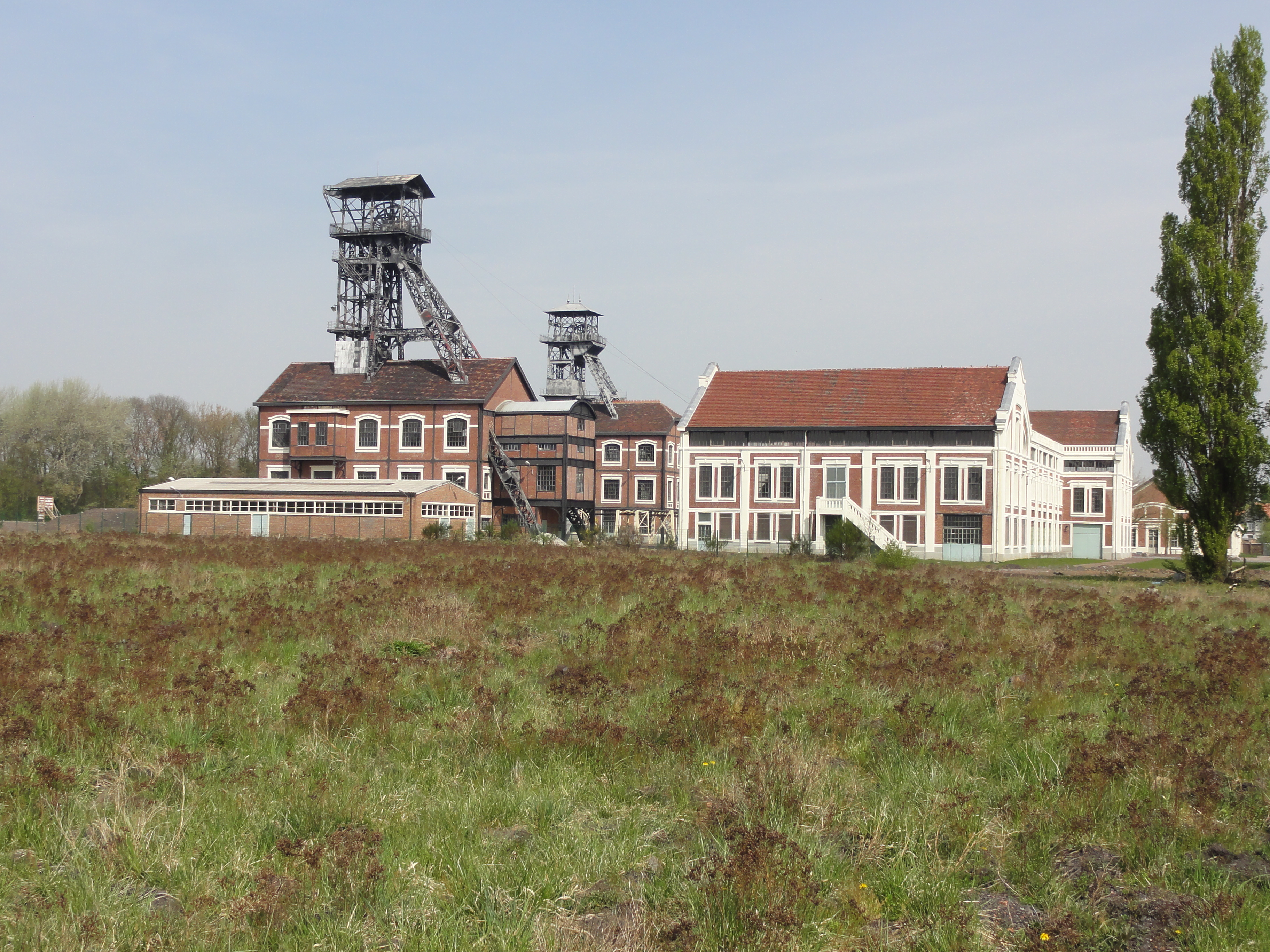
Fosse n° 9 – 9 bis de Oignies.
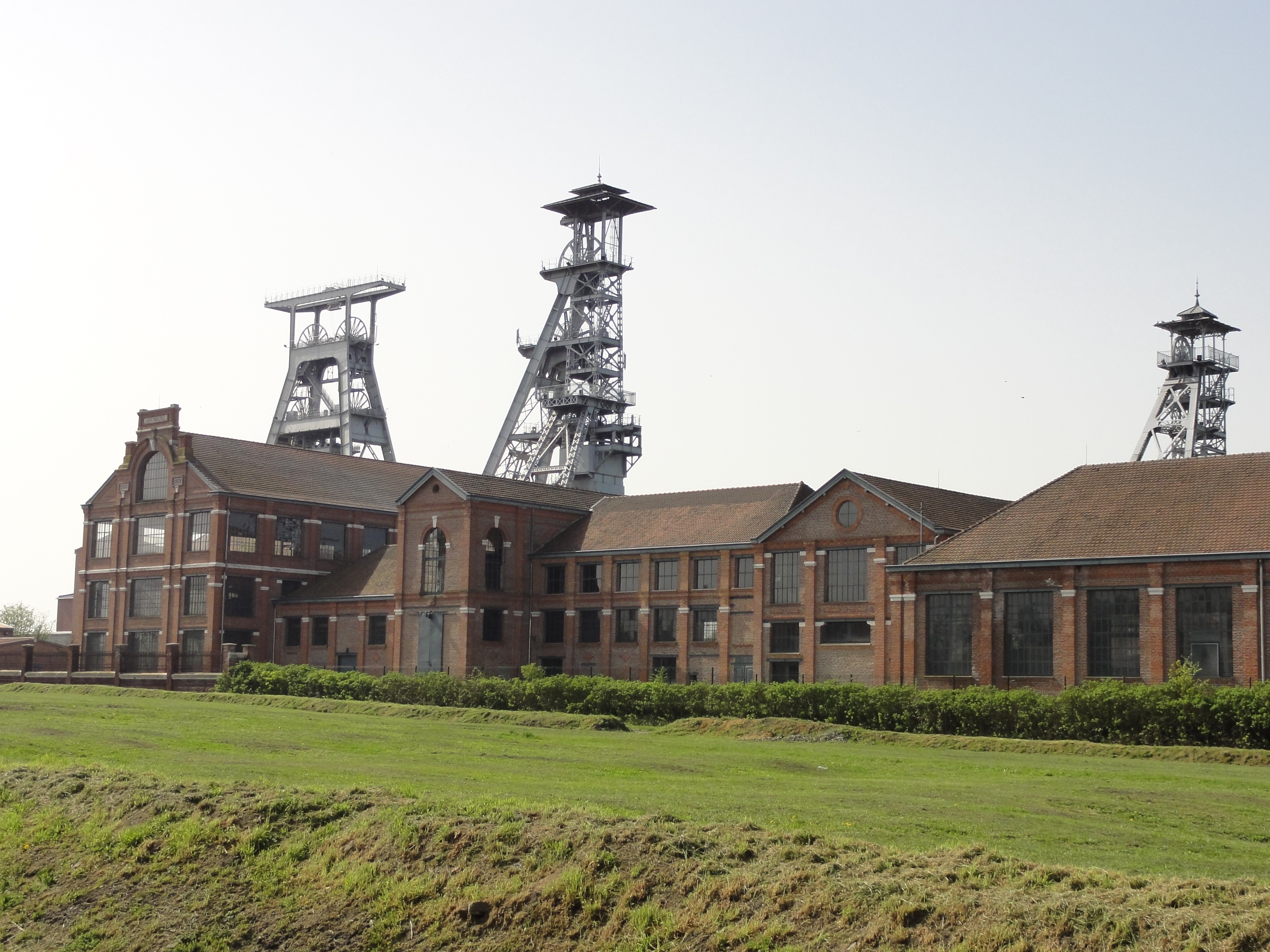
Fosse Arenberg.
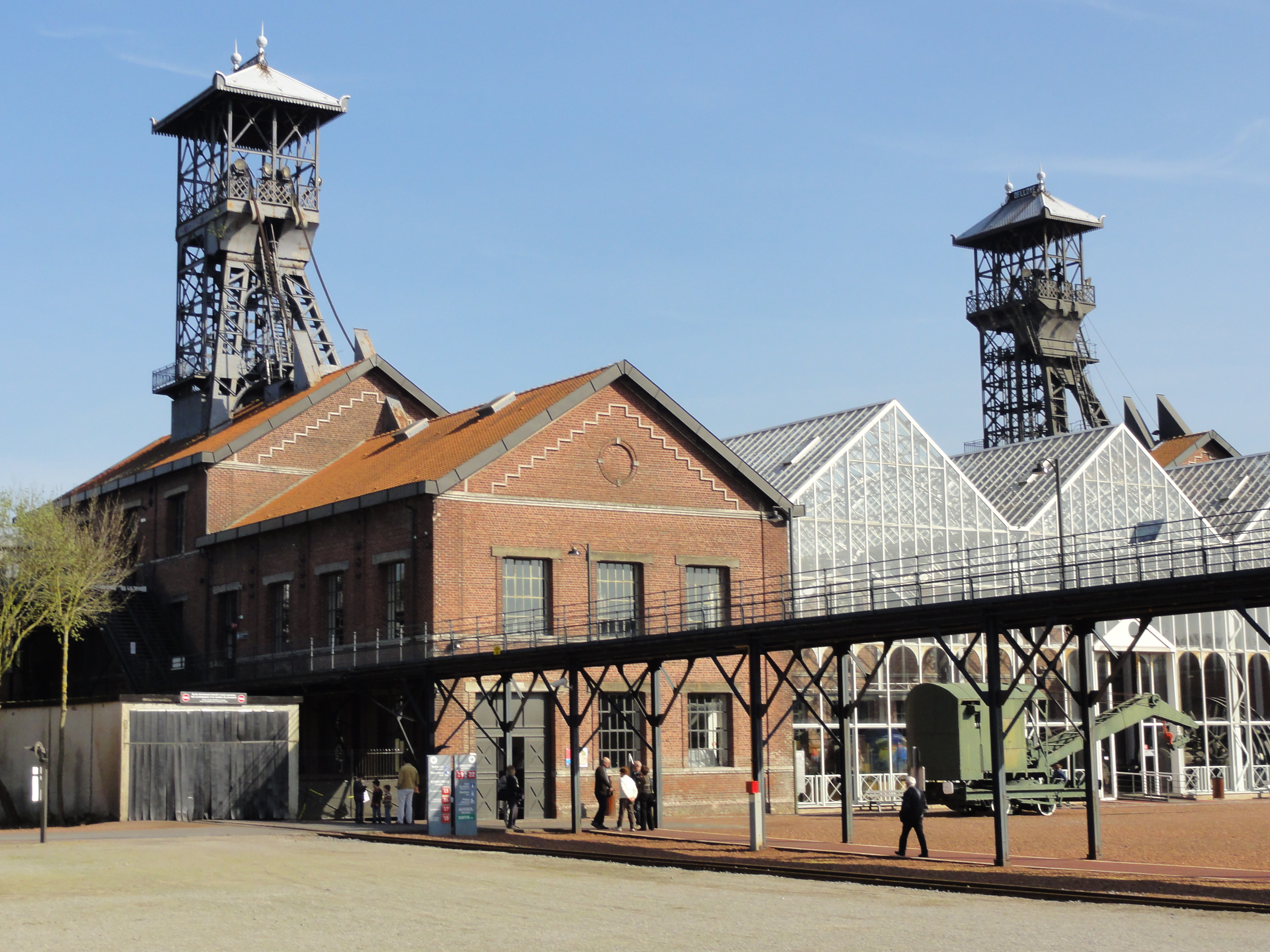
Fosse Delloye.